# Teatro Lauro Rossi
Il Teatro Lauro Rossi è un teatro di Macerata, nelle Marche.

## Storia
Il teatro fu realizzato a partire dal 1765 nel punto dove sorgeva il vecchio palazzo comunale, e inaugurato nel 1774. Il progetto architettonico, redatto da Antonio Galli da Bibbiena, venne poi riadattato da Cosimo Morelli che ne fu anche direttore dei lavori.
Nel 1884 il teatro venne intitolato al musicista Lauro Rossi.
Il teatro tra il XVII e il XVIII secolo
Nel 1663 si avviava la realizzazione di un teatro nell’allora sede del Palazzo Comunale, dove rimase operante fino all’anno precedente la “Sala della Commedia”. La costruzione del teatro, inaugurato il 31 agosto, festa del patrono di Macerata, fu affidata agli architetti e scenografi settempedani Cornelio Felici e Giulio Lazzarelli sulla base del progetto ispirato ai teatri di Venezia di Giambattista Franceschini, cittadino maceratese “molto versato in materia scenica”. 
Dimostratosi troppo piccolo per le esigenze della città, nel 1664 il teatro venne demolito e nuovamente ricostruito secondo i disegni dello scenografo fanese Giacomo Torelli, già architetto del re di Francia.
La concezione privatistica del teatro e il progetto del Bibiena
Nel corso degli anni la partecipazione del pubblico si fece sempre maggiore, fino a quando, nel 1765, quarantasei nobili condomini maceratesi sottoscrissero la realizzazione di un nuovo teatro nell’ “istesso sito ma in forma più ampia”. L’incarico fu affidato al più noto architetto teatrale del tempo, Antonio Galli detto “il Bibiena”, che aveva da poco portato a termine il suo maggiore capolavoro: il Teatro Comunale di Bologna. 
Nel 1769, rivelatosi il progetto del Bibiena di portata e di dimensioni superiori al vano in cui collocare il teatro, fu incaricato l’architetto imolese Cosimo Morelli per riadattare il progetto. Morelli concluse i lavori nel 1772, operando solo le modifiche necessarie e mantenendo alcuni degli elementi ideati dal Bibiena, quali la caratteristica pianta “a campana” e quattro ordini di palchi. 
Il teatro fu inaugurato ufficialmente il 2 gennaio 1774 con l’opera “Olimpiade” di Pietro Metastasio, musica del compositore napoletano Pasquale Anfossi.
Il teatro nell’Ottocento: primi interventi di restauro
Nel tempo si sono susseguiti numerosi interventi di restauro: tra i più importanti, quello del 1833 realizzato dall’architetto Pietro Ghinelli, che introduce l’elegante scalone a tenaglia, e quello del 1855 in cui, su progetto dell’ingegnere Agostino Benedettelli, il quarto ordine di palchi viene ridotto a loggione. Tale operazione segna un primo importante passaggio dalla concezione “privatistica” del teatro – aperto a tutti ma pur sempre di proprietà di una società privata destinataria dei palchetti - a quella invece della sua funzione sociale di interesse “pubblico”, come segnala la riduzione dei posti riservati all’aristocrazia dei condomini.
L’intitolazione a Lauro Rossi: il teatro diventa patrimonio sociale della comunità
Nel 1870 si avvia un nuovo restauro ad opera dell’ingegnere Mario Monti, collega di Giuseppe Mengoni nella realizzazione della Galleria Vittorio Emanuele a Milano, e del decoratore bolognese Luigi Samoggia, a cui si deve l’introduzione di alcune significative novità: il pavimento della platea, al tempo orizzontale, viene inclinato per garantire una maggiore visibilità e una migliore acustica; il palcoscenico viene ampliato e, infine, viene introdotto il lampadario a saliscendi.
Nel 1872 il teatro diventa di proprietà del Comune: si conclude così in modo definitivo l’era delle proprietà teatrali dei palchettisti e il teatro diventa patrimonio culturale e sociale dell’intera comunità che, nel 1884, viene dedicato al celebre compositore maceratese Lauro Rossi. 
Nel 1927-1928, il Comune sistema il “golfo mistico”, nonché la zona destinata all’orchestra, e sostituisce il sipario ottocentesco.
L’ultimo restauro
Tra il 1984 e il 1989 il teatro affronta un ultimo importante restauro architettonico e decorativo restitutivo del progetto originario: vengono ripristinati gli stucchi policromi settecenteschi nascosti ma rimasti quasi del tutto integri sotto i sei strati di vernice; le decorazioni del soffitto della platea di Luigi Samoggia vengono revisionate in modo da dare omogeneità all’opera; vengono inoltre utilizzati materiali e colori il più possibile simili a quelli originari.